# Charlotte Bergström-Kirchheiner
Charlotte Josephine Bergström-Kirchheiner, född Lundgaardh 23 mars 1835 i Stockholm, död 12 januari 1907 i Köpenhamn, var en svensk skådespelare och operettsångare.

## Biografi
Charlotte Bergström-Kirchheiner gjorde sin debut 1851 och var engagerad hos Pierre Deland 1854, hos Edvard Stjernström på Mindre teatern, vid Södra teatern i Stockholm 1865–1869, hos Ferdinand Strakosch på Stora Teatern, Göteborg, 1869–1870, och på Djurgårdsteatern. Hon avslutade sin karriär 1878.
Bland hennes mest kända roller märks Batli i Den ondes besegrare, Louise i God natt granne, Storhertiginnan af Geroldstein, Périchole, Gabrielle i Pariserlif, Marie i Resan till Kina, Fiorella i Frihetsbröderna, Césarine i Theblomma och Zanetta i Prinsessan af Trebizonde. Under sin storhetstid beskrevs hon som "den firade primadonnan i Offenbachs och Lecocqs operetter pä Södra och Djurgårdsteatrarna", och var särskilt uppmärksammad i titelrollen i »Storhertiginnan af Gerolstein», en paradroll hon gjorde första gången 1867 och där hon enligt kritiken "gott kunde tävla med rollens berömda utländska framställarinnor."
Bergström gifte sig tre gånger. Först med en agent Wigström (skild), andra gången 1867–1870 med skådespelaren Gustaf Bergström, och sist med danske skådespelaren Victor Kirchheiner.

### Fotnoter
1. 1 2 3  E Gustaf A Bergström i Svenskt biografiskt lexikon
2. 1 2  Bergström-Kirchheiner, Charlotte i Albin Hildebrand, Svenskt porträttgalleri (1913), volym XXVI. Register
3. ↑  Dagens Nyheter, 15 januari 1907, sid. 3
4. ↑  Aner til Lone Wredstrøm Arkiverad 6 mars 2015 hämtat från the Wayback Machine.